# Steve Boyum
Steve Boyum (de son vrai nom Stephen Maurice Boyum) est un acteur, producteur, réalisateur, cascadeur américain né le 4 septembre 1952. Il a réalisé de nombreux épisodes de séries télévisées comme NCIS : Los Angeles, Supernatural ou Esprits criminels.

## Filmographie partielle

### Réalisateur
- 2000 : Ma sœur est une extraterrestre (en) (Stepsister from Planet Weird) (téléfilm)
- 2000 : Chasseurs de vampire (Mom's Got a Date with a Vampire) (téléfilm)
- 2001 : Motocross (téléfilm)
- 2003 : Timecop 2 : La décision de Berlin (Timecop: The Berlin Decision)
- 2004 : Allan Quatermain et la Pierre des ancêtres (King Solomon's Mines)
- 2004 : La Femme mousquetaire (The Woman Musketeer) (téléfilm)
- 2006 : Cœurs sauvages (Wild Hearts) (téléfilm)